# Inês Domingos
Inês Carmelo Rosa Calado Lopes Domingos (nascida em 1977) é uma política e economista portuguesa. De março de 2021 a março de 2024, foi conselheira económica do presidente de Portugal. É filiada ao Partido Social Democrata (PSD) e nas eleições nacionais de março de 2024 foi eleita para a Assembleia da República portuguesa, tendo anteriormente exercido funções na Assembleia entre 2015 e 2019.

### Juventude e educação
Domingos nasceu em 12 de maio de 1977. Estudou na Escola Europeia de Bruxelas, escola normalmente reservada a filhos de diplomatas e funcionários da CE, antes de se mudar para a Université Catholique de Louvain, onde concluiu o bacharelado em economia em 1999. Em 2006 obteve o mestrado em economia pela mesma universidade. Começou a estudar para o doutoramento em relações internacionais e ciências políticas na Universidade Católica Portuguesa (UCP) em 2017.

### Carreira
Inês Domingos é Secretária de Estado dos Assuntos Europeus do Governo Português desde 5 de abril de 2024. Domingos trabalhou como economista nos departamentos de investigação económica do Morgan Stanley e Goldman Sachs em Londres. Entre 2009 e 2024 foi professora assistente na Católica Lisbon School of Business & Economics, a escola de negócios da UCP. Entre 2021 e 2024 trabalhou como assessora econômica de Marcelo Rebelo de Sousa, presidente de Portugal. Escreveu também colunas regulares em jornais portugueses, especialmente no Observador online.

### Carreira política
Nas eleições nacionais de 2015, Domingos foi eleita para a Assembleia Nacional para representar o Distrito de Viseu como deputada do PSD, servindo até 2019, e foi reeleita em 2024. Não foi reeleita nas eleições de 2019, nem nas eleições de 2022. Nas eleições de 2024, o PSD formou uma coligação com dois partidos menores para formar a Aliança Democrática. A Aliança obteve três dos assentos no círculo eleitoral de Viseu, com 8 assentos, e Domingos foi eleito, sendo o terceira na lista da Aliança. Domingos foi coordenadora da comissão “Empreendedorismo, Inovação e Digitalização” do Conselho de Estratégia Nacional do PSD.
Foi Secretária de Estado dos Assuntos Europeus do XXIV Governo Constitucional de Portugal.

### Vida pessoal
Domingos é casada com Hugo Ferreira Mendes Domingos.